# J'Covan Brown
J'Covan Brown (nacido el 14 de febrero de 1990 en Port Arthur, Texas) es un jugador de baloncesto estadounidense  que pertenece a la plantilla del Hapoel Tel Aviv B.C. de la Ligat Winner, la primera categoría del baloncesto israelí. Con 1,88 metros de estatura, juega en la posición de base.

## Trayectoria deportiva
J'Covan Brown llegó a Europa para jugar en las filas del Rethymno BC y KAOD BC. Más tarde, jugaría en Kazajistán.
En la Liga Nacional de Baloncesto de la República Dominicana 2014, Brown jugó con los Cañeros del Este donde disputó 14 partidos promediando 16.9 puntos, 2.5 asistencias y 1.7 rebotes en 32.6 minutos por partido.
En 2015, el Türk Telekom B.K. realizaría una gran primera vuelta de temporada con el equipo turco, por lo que en enero de 2016, firma con el AEK Atenas.